# Skála Parnas
Skála Parnas, původně psáno Parnass, stojí v karlovarských lázeňských lesích ve stráni nad řekou Teplá mezi hotelem Pupp a Galerií umění. Je místem, kde se scházeli karlovarští romantičtí literáti.

## Název skály
Název skály vychází ze starořecké mytologie, podle níž bývalo pohoří Parnas zasvěceno bohu Apollónovi a múzám. Múzy od pradávna symbolizovaly poezii.

## Historie
Skála Parnas stojí v lesích ve stráni nad řekou Teplá. Již koncem 18. století bylo toto místo oblíbeným cílem vycházek lázeňských hostů. Hrabě Rudolf Chotek, hlavní purkrabí Země České, zde dal postavit přístřešek krytý rákosem, kde mohli hosté posedět i v nepohodě a dešti, dokonce i při občerstvení, které jim donášeli číšníci z nedalekého hotelu. Časem se toto místo stalo hájemstvím básníků.
Chodíval sem i baron A. de Fay, francouzský emigrant, který v Karlových Varech hledal klid v bouřlivých letech po francouzské revoluci a za napoleonských válek. V roce 1796 se ubytoval v domě Zlatý zámek a při své druhé návštěvě si vybral dům U zlaté harfy. Verše, které v lázních složil, nazval Parnass – 1798 A. de F. Nostalgii po ztracené vlasti a vzpomínky na uplynulá léta vyjádřil v romanticky laděných verších. Zde jsou v překladu z francouzštiny Čestmíra Otýse:
P A R N A S S   1798   A. de F.
Ó božské Vřídlo! Ó posvátný prameni! Vzácný dare nebes! Ó slavný zdroji! Ptáci, pokojní obyvatelé těchto lesů, kteří jste mě každý den obveselovali svými zpěvy! Ó Teplá! Ó říčko, jejíž průhledná, čistá voda plyne mezi skalami a lahodně šumí! Vy rozlehlé skály, na sebe nakupené, které čas a lidský nástroj ještě ušetřily! Vy rozkošná údolíčka, v kterých příroda platí člověku za péči, kterou věnuje jejímu vzdělávání! Vám, strmé hory, hrdé jedle, s lítostí dávám své sbohem a odcházím od vás. Vy všichni jste byli mým potěšením za mého pobytu. Vy všichni jste mi poskytli šťastná útočiště, když jsem se vyhýbal lidem a prchal od radovánek, živil ve svém nitru palčivé vzpomínky, sklíčený bolem, obtížný sám sobě, vlekoucí všude s sebou nesmírný smutek. Každý den jsem přicházel do těchto míst usednout na trávník a rozjímat o lekci, kterou mi připravily rozmary osudu, přenést se pohledem ke své drahé vlasti, k těm, kteří jediní mě ještě poutají k životu. Kdysi jsem s nimi vychutnával štěstí. Nyní, tak daleko od nich, jsou tíhou – mého srdce?
 Překlad z francouzštiny Čestmír Otýs

## Ze současnosti

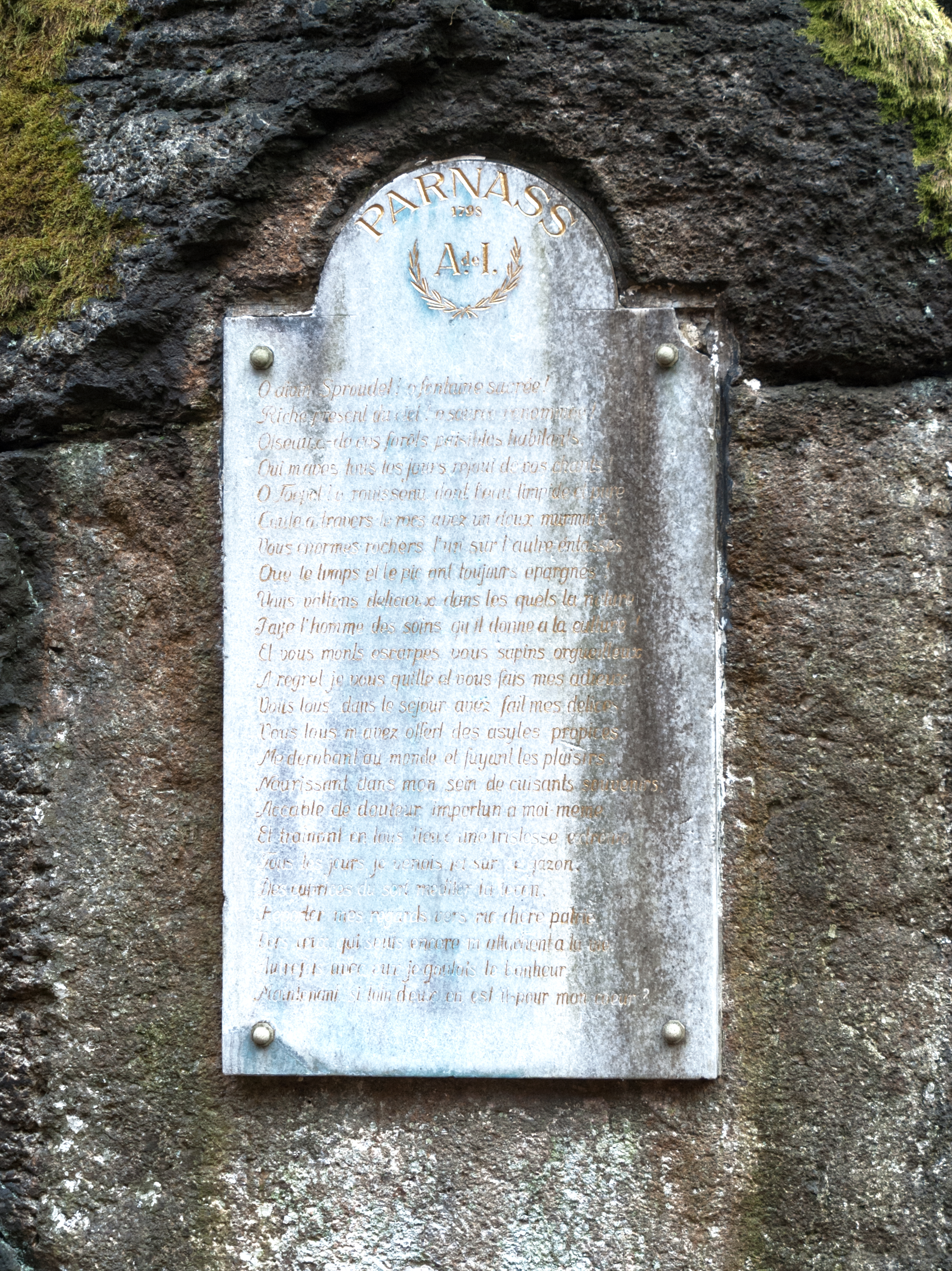
Mramorová deska s verši barona A. de Fay

Verše byly původně vysekány do skály, kde je dosud patrná plocha opracovaná pro jejich text. V hrubozrnné žule se čitelnost textu časem ztratila. Proto byla báseň vyryta zlacenými písmeny do mramorové desky vsazené do rozměrnější plochy původního nápisu. Tehdy došlo v přepisu titulu básně k záměně špatně čitelného písmena „F“ za „I“. Vysvětlení našel karlovarský historik Stanislav Burachovič v knize Karlsbad im Munde seiner Gäste z roku 1932.
K mramorové desce, do níž byly básníkovy verše vyryty, časem přibyly v okolí další, psané rovněž v jazycích svých původců – v němčině, maďarštině a polštině.
Později se na skále objevily opět francouzské verše, tentokrát podepsané písmeny „L. M. R.“. I ony svědčily o vděčnosti a obdivu ke Karlových Varům, kde žít, třeba jen krátce, je pro návštěvníky radostí a štěstím.

## Popis
Skála Parnas v podobě shluku skalních masivů stojí v karlovarských lázeňských lesích ve stráni nad řekou Teplá mezi Grandhotelem Pupp a Galerií umění. 
K místu někdejšího setkávání karlovarských romantických literátů vede několik cest. Z lázeňské části města lze z Goethovy stezky u Grandhotelu Pupp vystoupat k Chopinově cestě a pokračovat kolem pamětní desky Fryderyka Chopina. Za ní vede cesta odbočující vlevo přímo ke skále Parnas.
Podobné místo setkávání literátů s názvem lavička Básníků (původní název Dichterbank) se v karlovarských lesích nachází na spojnici mezi Odpolení a Findlaterovou stezkou.  

### Videa
- Skála Parnass, místo sentimentu – seriál Českého rozhlasu, Radia Vltava „Zaváté končiny karlovarské aneb Z Karlových Varů do kopců a strání“, rozhovor redaktorky Aleny Zemančíkové s historikem Milanem Augustinem, 2022-07-13 [cit. 2023-01-03]